# SINAD
Відношення сигнал/шум плюс спотворення або Відношення суми сигналу, шуму і спотворень до сумарного рівня шуму і спотворень (Signal-to-noise and distortion ratio, SINAD) — показник якості сигналу в аналого-цифрових системах, зокрема, в системах радіокомунікації. Визначається як:
{\displaystyle \mathrm {SINAD} ={\frac {P_{\mathrm {signal} }+P_{\mathrm {noise} }+P_{\mathrm {distortion} }}{P_{\mathrm {noise} }+P_{\mathrm {distortion} }}}}
де {\displaystyle P} середня потужність сигналу, шуму та спотворень. SINAD зазвичай вказується у децибелах (dB), часто, щоб дати кількісну оцінку чутливості приймача. На відміну від SNR, SINAD не може бути менше ніж 1 (тобто, воно завжди додатне, коли оцінюється в децибелах (dB)).